# ابوعطا
ابوعطا یکی از آوازهای موسیقی ایرانی است و از ملحقات دستگاه شور دانسته می‌شود. این آواز بر محوریت دستگاه شور است اما شروع آن از درجهٔ دوم شور است و نت شاهد آن درجهٔ چهارم شور است. گوشهٔ حجاز در آواز ابوعطا نقشی کلیدی دارد و اوج آواز ابوعطا در این گوشه اجرا می‌شود. اجرای آواز ابوعطا معمولاً با فرود به محور اصلی دستگاه شور خاتمه می‌یابد.
ریشهٔ نام ابوعطا مشخص نیست؛ این آواز با نام‌های سارنج و دستان عرب نیز شناخته می‌شود و ممکن است با یکی از راگاهای همنام هندی مرتبط باشد. استفاده از آواز ابوعطا در موسیقی بومی ایران بسیار رایج است و بخشی از موسیقی مذهبی نیز در این آواز (به ویژه در گوشهٔ حجاز که حس و حال «عربی» دارد) اجرا می‌شود.

## تاریخچه
ریشهٔ تاریخی نام «ابوعطا» مشخص نیست. به گوشهٔ ابوعطا و آواز ابوعطا چند نام دیگر هم داده شده‌است: سارَنج، دستانِ عرب، و سَرَنی. فرصت‌الدوله شیرازی معتقد است ابوعطا همان سارنج است (که یکی از شعبه‌های بیست و چهارگانهٔ موسیقی قدیم ایران بود) و آواز ابوعطا را قسمی از فرود شور تلقی می‌کند. گن‌ایچی تسوگه نیز احتمال ارتباط بین ابوعطا با یکی از راگاهای هندی به نام سارَنگ را مطرح می‌کند. با این حال نام سارنج نیز در مآخذ قدیمی موسیقی ایرانی دیده نمی‌شود. حدس زده می‌شود که نام ابوعطا از دوران ناصری رواج یافته باشد.

## تحلیل ردیف
آواز ابوعطا بر محوریت دستگاه شور است. درجهٔ دوم دستگاه شور (که نت شاهد دستگاه شور نیز هست) در ابوعطا هم نت آغاز و هم نت ایست تلقی می‌شود. درجهٔ چهارم شور نت شاهد ابوعطاست و درجهٔ پنجم شور در ابوعطا برخلاف خود شور نت متغیر نیست و کلاً هم از اهمیت کمی برخوردار است. بیشتر ملودی ابوعطا در فاصلهٔ درجات دوم و چهارم شور متمرکز است و اگر چه گاه روی درجهٔ سوم توقف می‌شود اما این توقف گذراست. پایان آواز ابوعطا با فرود به دستگاه شور همراه است که این خود مهم‌ترین دلیل است برای آن که آن را وابسته به دستگاه شور می‌دانند. با این حال، تمرکز ابوعطا روی درجهٔ دوم شور باعث می‌شود که از نظر تونالیته با شور متمایز باشد. از همین رو، درجهٔ دوم شور را می‌توان «نت شاهد دوم» این آواز نامید، اگر چه روح‌الله خالقی و علینقی وزیری آن را نت ایست ابوعطا در نظر گرفته‌اند.
مهم‌ترین گوشه‌هایی که در ابوعطا اجرا می‌شوند، عبارتند از سَیَخی، حجاز، چهارباغ و گَبری (که همگی جزو گوشه‌های دستگاه شور هستند). همچنین گاه گوشه‌های کرشمه، دوبیتی و بسته‌نگار نیز به دلخواه خواننده اجرا می‌شوند. گوشهٔ سیخی از نظر مُد تفاوتی با ابوعطا ندارد و تفاوت این دو در ملودی آن‌هاست. داریوش طلایی در کتاب تحلیل ردیف گوشهٔ رامِکلی را هم برای آواز ابوعطا برشمرده‌است.
گوشهٔ چهارباغ از یک متر سه‌ضربی آهسته برخوردار است و می‌تواند به عنوان درآمدی برای گوشهٔ حجاز نیز استفاده شود؛ اگرچه، فرود آن به آواز دشتی شباهت دارد. گوشهٔ گبری نیز در پرده‌های حجاز اجرا می‌شود و روندی نزولی از درجهٔ پنجم به نت پایهٔ شور، یا برعکس روندی صعودی از درجهٔ چهارم به درجهٔ هفتم شور را دنبال می‌کند. این گوشه معمولاً با اشعاری در بحر هَزَج مُسَدَّس مقصور (بر وزن مَفاعیلُن مفاعیلن مفاعیل) و بیشتر با دوبیتی‌های باباطاهر خوانده می‌شود. در مجموع، اجرای آواز ابوعطا از درآمد ابوعطا آغاز می‌شود، به گوشهٔ حجاز می‌رود و نهایتاً به محور اصلی دستگاه شور فرود می‌آید؛ در این مسیر درآمد ابوعطا تکرار نمی‌شود و این امر در کنار فرود به شور، وابستگی ابوعطا به شور را نشان می‌دهد.

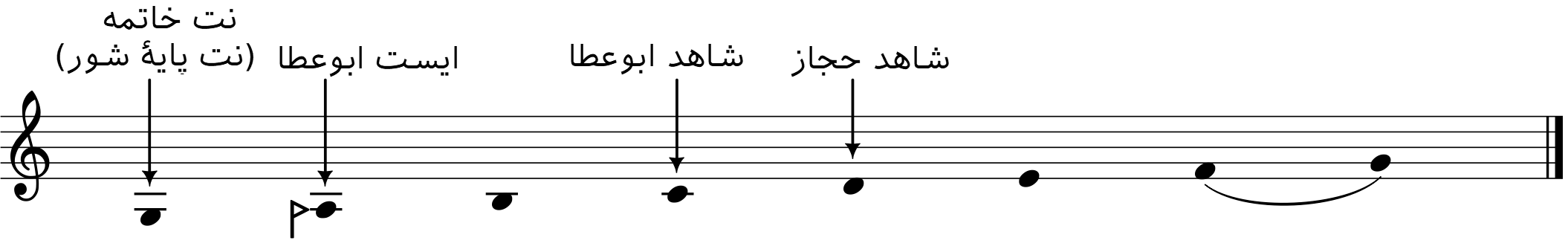
ساختار گام آواز ابوعطا

### گوشهٔ حجاز
حجاز گوشه‌ای مفصل است که از نظر اهمیت با ابوعطا برابری می‌کند و حتی در موسیقی ترکی و عربی به عنوان یک مقام موسیقی شناخته می‌شود و کاربرد فراوان دارد (اگر چه فواصل آن با گوشه‌های حجاز و ابوعطا در موسیقی ایرانی یکی نیست). حجاز از نظر مد با ابوعطا تفاوت دارد: اگرچه، نت ایست هر دو نت پایه شور است اما نت شاهد در حجاز درجهٔ پنجم شور است و بیشتر ملودی بین درجات چهارم و هشتم شور متمرکز است (به جز در زمان فرود از حجاز، که دانگ اول شور به کار گرفته می‌شود). اوج حجاز در درجهٔ ششم شور رخ می‌دهد و زمانی که ملودی بالارونده باشد، این درجه ربع پرده بالا برده می‌شود (اما این کاربرد چنان خاص است که به این درجه لفظ نت متغیر اطلاق نمی‌شود). همچنین، برخلاف ابوعطا که در آن جهش‌ها حداکثر به اندازهٔ فاصلهٔ سوم هستند، در حجاز جهش‌های بزرگتر (نظیر چهارم درست و پنجم درست) نیز گاه دیده می‌شود و به خصوص جهش‌هایی به اندازهٔ پنجم بزرگ در ابتدای اجرای حجاز متداول است. هرمز فرهت با اشاره به این تفاوت‌ها، ذکر می‌کند که تنها دلیل این که حجاز جزئی از ابوعطا دانسته می‌شود (و نه برعکس) این است که در موسیقی ایرانی سیر کلی اجرا از نت‌های بمتر به زیرتر است و در نتیجه قطعات با ابوعطا شروع شده و بعد به حجاز می‌رسند و به همین دلیل نامشان را از گوشه‌ای که از آن شروع شده‌اند، می‌گیرند. با این وجود، او گوشهٔ حجاز را به دلیل گستردگی‌اش و میزان اوجی که می‌گیرد یکی از برجسته‌ترین و جذاب‌ترین گوشه‌ها در ردیف موسیقی ایرانی نامیده‌است. در اجرا نیز، حجاز طولانی‌ترین گوشهٔ آواز ابوعطاست و اوج آواز ابوعطا در گوشهٔ حجاز (و گاهی با کمک گرفتن از گوشه عشاق) شکل می‌گیرد.
گوشهٔ حجاز از نظر نت شاهد و نت خاتمه با آواز دشتی (که آن هم از متعلقات دستگاه شور است) یکسان است و از نظر احساسی نیز تا حدی به آن نزدیک است. مهم‌ترین وجه تمایز این دو آن است که در دشتی نت شاهد (درجهٔ پنجم شور) نت متغیر بوده و در حالت پایین‌رونده ربع پرده بم‌تر می‌شود اما در حجاز این نت کمتر حالت متغیر دارد؛ همچنین، درجهٔ سوم شور در حجاز اهمیت بیشتری دارد تا در دشتی. اجرای گوشهٔ حجاز در ابوعطا، مصداق پرده‌گردانی دانسته نمی‌شود چرا که این گوشه در همان مد اصلی شور و ابوعطا قرار دارد.

### رابطه با دیگر دستگاه‌ها و آوازها
گوشه بوسلیک در دستگاه نوا و گوشه‌ای به نام «ابوالچپ» که در دستگاه‌های راست‌پنج‌گاه و همایون وجود دارد، از لحاظ ساختار با ابوعطا شباهت دارند.
به گفتهٔ داریوش صفوت، در گذشته، پرده‌گردانی ابوعطا معمول نبوده است اما امروزه گوشهٔ عشاق را برای تنوع بخشیدن به ابوعطا در اجرای آن به کار می‌برند. در گوشهٔ عشاق، درجهٔ ششم شور ربع پرده بالا برده می‌شود و اوج آواز تا درجهٔ هشتم بالا می‌رود. در زمان فرود از این اوج، درجهٔ ششم به جای سابق بازگردانده می‌شود.

## احساس
آواز ابوعطا غم‌انگیز و سوزناک توصیف شده‌است و احساس آن با دستگاه شور نزدیکی دارد. بخشی از موسیقی مذهبی ایران نظیر اذان و قرائت قرآن معمولاً در گوشهٔ حجاز اجرا می‌شود و این گوشه دارای حال و هوای «عربی» توصیف شده‌است.

## نمونه‌ها
آواز ابوعطا در موسیقی بومی ایران بسیار رایج است. قطعهٔ «مگر نسیم سحر» از قمرالملوک وزیری به آهنگسازی مرتضی نی‌داوود و آلبوم عشق داند اثر محمدرضا شجریان و محمدرضا لطفی نمونه‌هایی از آواز ابوعطاست. تصنیف بهار دلکش منسوب به درویش‌خان نیز از آثار شاخص ساخته‌شده در آواز ابوعطا (گوشهٔ حجاز) است. تصنیف آتش دل که عبدالحسین برازنده که روی شعری از حسن صدر سالک ساخت و اولین بار توسط جلال‌الدین تاج اجرا شد نیز در آواز ابوعطاست.